# Fiat M13/40
Fiat M13/40 je bio talijanski srednje teški tenk, koji je napravljen kako bi zamijenio i nadopunio Fiat L3/35, L6/40 i  Fiat M11/39 u talijanskoj vojsci na početku Drugog svjetskog rata. Po svojoj težini, naoružanju i razini oklopne zaštite spada među lake tenkove, no zbog talijanske koncepcije tenka, a i zbog toga što je to bio najjači tenk u talijanskoj vojci kategoriziran je kao srednje teški tenk. 

## Vanjske poveznice
- M13/40, M14/41 Medium Tanks
- CARRO M13/40
- M13/40  Arhivirana inačica izvorne stranice od 28. srpnja 2012. (Wayback Machine)